# Serafim Rodrigues de Moraes
Serafim Rodrigues de Moraes (Jataí, 19 de octubre de 1930 — São Paulo, 4 de noviembre de 2004) fue un empresario agropecuario brasileño. Levantó un imperio empresarial en el Estado de Goiás, en el que era una de las mayores fortunas. Más tarde, compró el llamado Agrobanco - Banco Comercial S/A.

## Biografía
Serafim Rodriguez de Moraes había nacido en Jataí, el 19 de octubre de 1930, hijo de Miguel Rodrigues de Silva y de Sebastiana Augusta de Moraes. Conocido por todos como Semi, pasó la infancia en el interior del estado de Goiás, donde su familia fijó su residencia y comenzó a criar ganado.

## Caso de la Hacienda Timboré
La Hacienda Timboré, propiedad de Serafim Rodrigues de Moraes, comprende un área de aproximadamente 3.393 hectáreas. De acuerdo con la calificación de improductividad realizada por el INCRA, y del parecer favorable a la expropiación del bien hecha por su Comité Técnico, el presidente de la República expidió, el 27 de julio de 1986, un decreto por el que se declaraba la Hacienda Timboré bien de interés social para fines de reforma agraria. Serafim Rodrigues recurrió legalmente, aunque vio su hacienda invadida por el MST. Tras quince años de pleitos judiciales con el INCRA, consiguió probar la productividad de su propiedad, pero no consiguió la propiedad de la posesión, pues allá estuvo el Movimiento de los Trabajadores Rurales Sin Tierra (MST) más de 15 años.

## Reforma Agraria
Serafim Rodrigues, desprovisto de su propiedad, compró a finales de 1988 la hacienda Paraíso. Pagó $ 4 millones de dólares por la compraventa, más las deudas contraídas con Agrobanco, que era parte implicada. Como tenía sus bienes no disponibles por el caso Timboré, usaba la cuenta que abrió con su entonces compañera Vera en el banco Bamerindus para efectuar los pagos. Serafim Rodrigues colocó al presidente del Senado en el ojo del huracán por un decreto firmado por el presidente José Sarney, a petición del propio Jader Barbalho, en la época ministro de Reforma Agraria. Se trataba de la expropiación de la Hacienda Paraíso, una propiedad en Viseu, en el nordeste del Pará, que tendría 58.000 hectáreas y pertenecería a Vicente de Paula. Por esas tierras, en noviembre de 1988, recibió del Estado 55,200 TDA. Cuatro meses después, el superintendente en Belén del Instituto Nacional de Colonización y Reforma Agraria, Paulo Titan, requirió la cancelación de la operación, lo que causó el bloqueo de los TDA. A esas alturas, los títulos entregados a Vicente de Paula ya habían sido vendidos al banquero Serafim Rodrigues, que los utilizó para saldar deudas del Agrobanco con el fondo Portus, un fondo de sanidad privada de los portuarios.

## Ciudad de Andradina
Serafim Rodrigues tenía negocios desde la década de 1930 en la ciudad de Andradina. Serafim Rodrigues realizó una donación al ayuntamiento de una nueva tierra, en consonancia con el banquero, fue una compensación a la negociación frustrada de expropiar una parte de sus tierras para la construcción de una laguna. El ayuntamiento quería expropiar una parte de la Hacienda Saudade que era de su propiedad.